# Olimpiada szachowa 1966
W 1966 r. rozegrano dwie olimpiady szachowe: w Hawanie (mężczyźni) oraz w Oberhausen (kobiety).

## 17. olimpiada szachowa mężczyzn
Hawana, 25 października – 20 listopada 1966 r.

Wyniki końcowe finałów A i B (52 drużyny, eliminacje w siedmiu grupach + cztery finały, system kołowy).
| Miejsce           | Kraj              | Punkty |
| ----------------- | ----------------- | ------ |
| Finał A (13 rund) |                   |        |
| 1                 | ZSRR              | 39½    |
| 2                 | Stany Zjednoczone | 34½    |
| 3                 | Węgry             | 33½    |
| 4                 | Jugosławia        | 33½    |
| 5                 | Argentyna         | 30     |
| 6                 | Czechosłowacja    | 29½    |
| 7                 | Bułgaria          | 28½    |
| 8                 | Rumunia           | 26½    |
| 9                 | NRD               | 25½    |
| 10                | Dania             | 20     |
| 11                | Islandia          | 19     |
| 12                | Hiszpania         | 18     |
| 13                | Norwegia          | 14     |
| 14                | Kuba              | 12     |

| Miejsce           | Kraj       | Punkty |
| ----------------- | ---------- | ------ |
| Finał B (13 rund) |            |        |
| 15                | Holandia   | 37     |
| 16                | Polska     | 31½    |
| 17                | Austria    | 30     |
| 18                | Szwajcaria | 28½    |
| 19                | Izrael     | 28½    |
| 20                | Finlandia  | 28     |
| 21                | Anglia     | 27½    |
| 22                | Kolumbia   | 26½    |
| 23                | Kanada     | 25½    |
| 24                | Szwecja    | 24½    |
| 25                | Belgia     | 23     |
| 26                | Francja    | 20     |
| 27                | Indonezja  | 18     |
| 28                | Szkocja    | 15½    |

| Miejsce | Medaliści + skład reprezentacji Polski                                                             |
| ------- | -------------------------------------------------------------------------------------------------- |
| 1       | Tigran Petrosjan, Borys Spasski, Michaił Tal, Leonid Stein, Wiktor Korcznoj, Lew Poługajewski      |
| 2       | Bobby Fischer, Robert Byrne, Pal Benko, Larry Evans, William Addison, Nicolas Rossolimo            |
| 3       | Lajos Portisch, László Szabó, István Bilek, Levente Lengyel, Győző Forintos, László Bárczay        |
|         | Jacek Bednarski, Zbigniew Doda, Jerzy Kostro, Bogdan Śliwa, Witold Balcerowski, Andrzej Filipowicz |

## 3. olimpiada szachowa kobiet
Oberhausen, 3 – 15 października 1966 r.

Wyniki końcowe (system kołowy, 13 rund)
| Miejsce | Kraj              | Punkty |
| ------- | ----------------- | ------ |
| 1       | ZSRR              | 22     |
| 2       | Rumunia           | 20½    |
| 3       | NRD               | 17     |
| 4       | Jugosławia        | 16½    |
| 5       | Holandia          | 16     |
| 6       | Czechosłowacja    | 15     |
| 7       | Węgry             | 15     |
| 8       | Bułgaria          | 14     |
| 9       | Anglia            | 12     |
| 10      | Stany Zjednoczone | 9½     |
| 11      | Polska            | 9      |
| 12      | RFN               | 6½     |
| 13      | Dania             | 5      |
| 14      | Austria           | 4      |

| Miejsce | Medalistki + skład reprezentacji Polski                         |
| ------- | --------------------------------------------------------------- |
| 1       | Nona Gaprindaszwili, Walentyna Kozłowska, Tatiana Zatułowska    |
| 2       | Alexandra Nicolau, Elisabeta Polihroniade, Margareta Perevoznic |
| 3       | Edith Keller-Herrmann, Waltraud Nowarra, Gabriele Just          |
|         | Krystyna Radzikowska, Mirosława Litmanowicz, Danuta Samolewicz  |